# Прогресс (Калининградская область)
Прогресс — поселок в Правдинском районе Калининградской области.

## География
Находится в южной части Калининградской области на расстоянии приблизительно 7 км на восток-северо-восток по прямой от административного центра района города Правдинск на правом берегу речки Лава.

## История
Населенный пункт назывался Ауглиттен до 1947 года. Ауглиттен был известен с 1256 года, в 1450 здесь была построена каменная кирха (ныне руинированная). В составе Правдинского района с 2006 по 2015 год входил в Правдинское городское поселение.

## Население
Численность населения: 18 человек (русские 55 %) в 2002 году, 0 в 2010.